# محمد أنور حسين
محمد أنور حسين (بالإنجليزية: Mohammad Anwar Hossain)‏ هو عسكري باكستاني، ولد في 5 مايو 1948 في ناحية جانديفور ‏ في بنغلاديش، وتوفي في 29 مارس 1971.